# Védelmi Minisztérium (Amerikai Egyesült Államok)
Védelmi Minisztérium (Department of Defense, USDOD, DOD, DoD vagy a Pentagon) az Amerikai Egyesült Államok kormányának megbízására, ügyvezető minisztériumként  közvetlenül koordinálja és felügyeli valamennyi érintett kormányszerv és az Egyesült Államok Fegyveres Erőit.
1947. szeptember 18-án alakult. A minisztérium a legnagyobb munkaadó a világon, 2 845 386 fő (katonák, tengerészek, tengerészgyalogosok, pilóták, és civil alkalmazott) teljesít szolgálatot. A Nemzeti Gárda tagjaival, a hadsereg, haditengerészet, légierő és tengeri bázisaival további 1 100 000 főt foglalkoztat. A minisztérium a legmagasabb szintű költségvetéssel rendelkezik.

## Osztályok és ügynökségek
A minisztérium - élén a védelmi miniszter - három alárendelt katonai osztályból áll: 
1. Az Amerikai Egyesült Államok Szárazföldi Hadereje (United States Army –  US Army),
2. Az Amerikai Egyesült Államok Haditengerészete (United States Navy – US Navy),
3. Az Amerikai Egyesült Államok Légiereje (US Department of the Air Force – USAF)

A minisztérium ügynökségei:
Védelmi Hírszerző Ügynökség (Defense Intelligence Agency – DIA), 
1. Nemzetbiztonsági Hivatal (National Security Agency – NSA),
2. National Geospatial-Intelligence Agency (NGA),
3. Nemzeti Felderítő Hivatal (National Reconnaissance Office – NRO),
4. Fejlett Technológiák Kutatási Hivatala (Defense Advanced Research Projects Agency – DARPA)
5. Védelmi Logisztikai Ügynökség (Defense Logistics Agency – DLA),
6. Rakétavédelmi Hivatal (Missile Defense Agency),
7. Pentagon Belsőelhárítási Hivatal (Pentagon Force Protection Agency – PFPA)